# Aurelio Campa
Aurelio Campa (Madrid, 10 de mayo de 1933-Londres, 18 de abril de 2020) fue un futbolista español que jugaba en la demarcación de defensa.

## Biografía
Se formó en las categorías inferiores del Real Madrid CF, aunque en 1952, a los 19 años, se fue por un año al Real Betis. En 1953 volvió a la disciplina del Real Madrid por dos temporadas, ganando en ambas la Primera División de España además de una Copa Latina. Tras un breve paso por el CD Badajoz, fichó por el Granada CF, con el que se hizo con la Segunda División de España y ascendió a la máxima categoría. Finalmente jugó para la UD Las Palmas, con el que jugó en Primera División hasta 1960, año en el que descendió a segunda división, retirándose en la temporada 1960/1961.
Falleció el 18 de abril de 2020 a los ochenta y seis años.

## Clubes
| Club           | País   | Año         | Partidos | Goles |
| -------------- | ------ | ----------- | -------- | ----- |
| Real Betis     | España | 1952 - 1953 | 11       | 0     |
| Real Madrid CF | España | 1953 - 1955 | 5        | 0     |
| CD Badajoz     | España | 1955 - 1956 | 29       | 0     |
| Granada CF     | España | 1956 - 1957 | 2        | 0     |
| UD Las Palmas  | España | 1957 - 1961 | 21       | 0     |

## Palmarés

### Campeonatos nacionales
| Título                     | Club           | País   | Año  |
| -------------------------- | -------------- | ------ | ---- |
| Primera División de España | Real Madrid CF | España | 1954 |
| Primera División de España | Real Madrid CF | España | 1955 |
| Copa Latina                | Real Madrid CF | España | 1955 |
| Segunda División de España | Granada CF     | España | 1957 |